# Sint-Nicolaaskerk (Hagenburg)
De Sint-Nicolaaskerk (Duits: St.-Nicolai-Kirche) is een luthers kerkgebouw in Hagenburg in Nedersaksen. Het kerkgebouw vormt een belangrijk neogotisch monument in de Landkreis Schaumburg, dat zijn oorspronkelijke staat vrijwel geheel wist te bewaren.  

## Geschiedenis
De kerk werd in de jaren 1869-1871 gebouwd ter vervanging van de kleine en bouwvallig geworden oude dorpskerk van Altenhagen. Architect van het opvallende historiserende bouwwerk was de toonaangevende Conrad Wilhelm Hase. Het gebouw dankt enerzijds zijn bouw aan de gegroeide dorpsbevolking en het toenemende toerisme op het Steinhuder Meer. Anderzijds wensten vorst Adolf Georg van Schaumburg-Lippe en zijn verwanten een representatief kerkgebouw in de plaats waar hij het Slot Hagenburg als zomerresidentie gebruikte. De bouw van de kerk met de vorstenloge werd dan ook vrijwel geheel uit de middelen van de vorst gefinancierd.     

## Architectuur
Hase ontwierp de kerk in de stijl van de Noord-Duitse baksteengotiek met een rijke vormgeving en decoratie. Als bouwmateriaal diende de in verschillende kleuren geglazuurde baksteen. Het oostelijk georiënteerde bouwwerk is een drieschepige hallenkerk, waarvan de zijschepen door stenen galerijen in twee verdiepingen worden verdeeld. De oostelijke koorafsluiting van het vier traveeën lange kerkschip wordt gemarkeerd door twee korte polygonale dwarsschepen en de altaarruimte. Boven het kathedraalachtige westelijk portaal verheft zich een massieve vierkante toren met hoektorentjes en een met gekleurde baksteen versierde kegelspits.         

## Interieur
Ook het interieur werd door Hase ontworpen. Niet alleen de buitenmuren van de kerk, maar ook in de kerk werden de muren versierd met donkerbruin, zwart en groen geglazuurde bakstenen patronen. Het neogotische altaar toont de gekruisigde Christus en de reliëfs van de evangelisten. Voorbehouden aan de vorsten was de linksvoor ingebouwde vorstenloge. De loge werd tijdens hun verblijf in de zomerresidentie regelmatig tijdens kerkdiensten gebruikt.
Het interieur van de kerk bleef op de verwijdering van enkele kerkbanken na door de jaren heen geheel bewaard.